# Edicola (architettura)

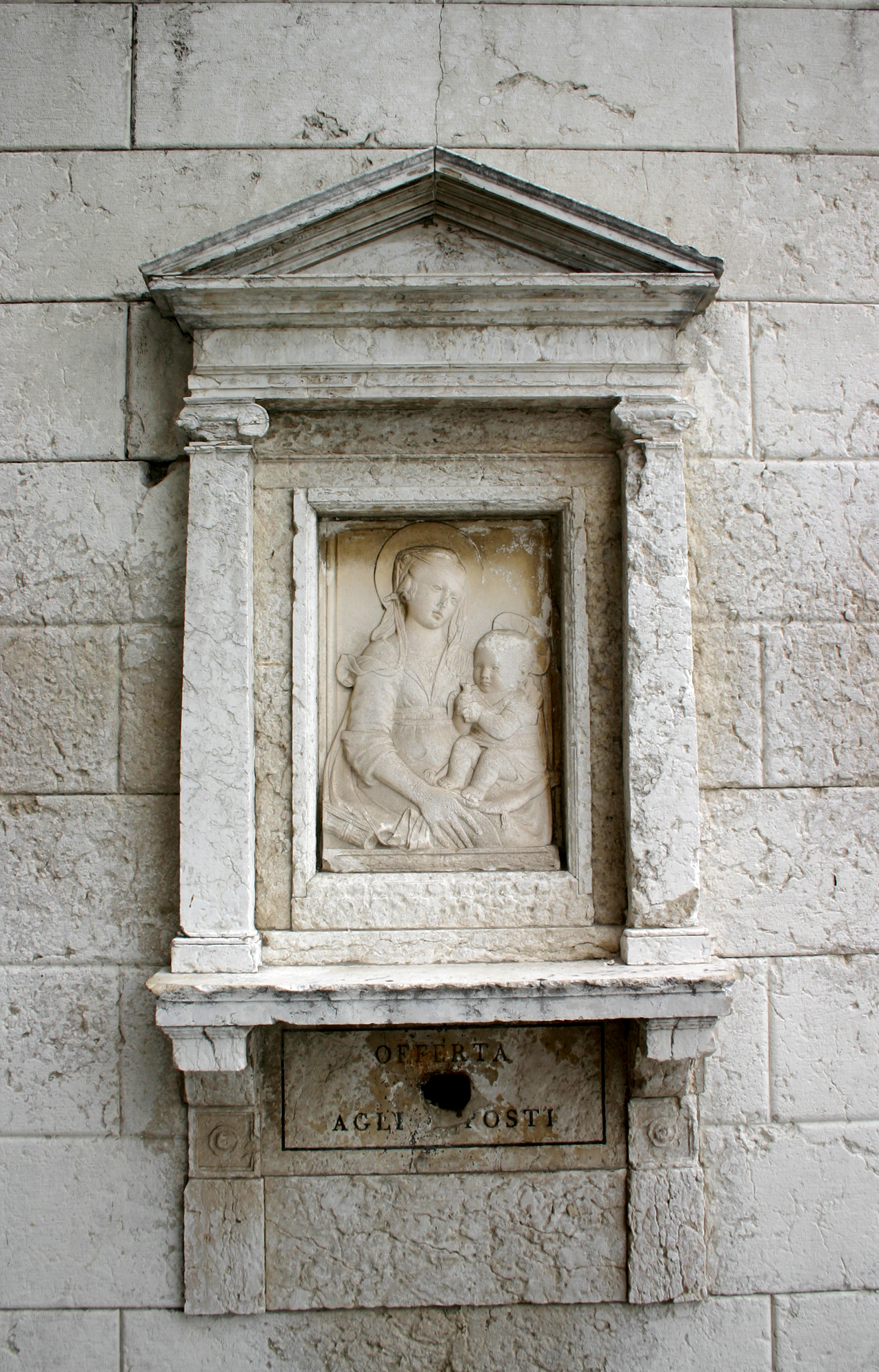
Edicola con una copia antica di Madonna di Antonio Rossellino. Venezia, Calle della Pietà.

L'edicola è una struttura architettonica relativamente di piccole dimensioni, con la funzione pratica di ospitare e proteggere l'elemento che vi è collocato.
Il termine deriva dal latino aedicula, diminutivo di aedes ("tempio") e dunque con il significato originario di "tempietto". In origine si trattava di un tempio in miniatura, che ospitava la statua o la raffigurazione di una divinità, e un tipico esempio poteva essere il larario domestico.
Strutture di protezione per le immagini di culto, collocate fuori dai templi (sacelli o cappelle) o dentro i templi stessi per le divinità minori sono presenti anche nell'antico Egitto. L'edicola in senso architettonico si sviluppa tuttavia in ambito greco-romano, riprendendo gli elementi essenziali dell'architettura templare, in particolare quelli della facciata, sintetizzati in un piccolo timpano o frontone sorretto da due colonne che incorniciano una nicchia o comunque uno spazio dove è collocato qualcosa.
Può essere quindi una struttura a sé stante, oppure essere appoggiata ad una parete da cui sporge. Edicole di piccole dimensioni possono essere anche scolpite in un solo pezzo, invece che costruite con elementi separati, ovvero l'inquadramento a edicola di una nicchia può essere dipinto. La forma architettonica assume quindi una funzione estetica di inquadramento e di evidenziazione e l'edicola può costituire anche una decorazione fine a sé stessa, senza ospitare alcun oggetto al suo interno.
A partire dal XII secolo il termine "edicola sacra" o "votiva" diviene sinonimo anche di tabernacolo, capitello votivo, santella, piccole strutture architettoniche atte a proteggere un'immagine sacra oggetto di culto, sia all'interno delle chiese, sia lungo le strade, sulle facciate delle case, o nelle campagne.

## Storia

### Architettura antica

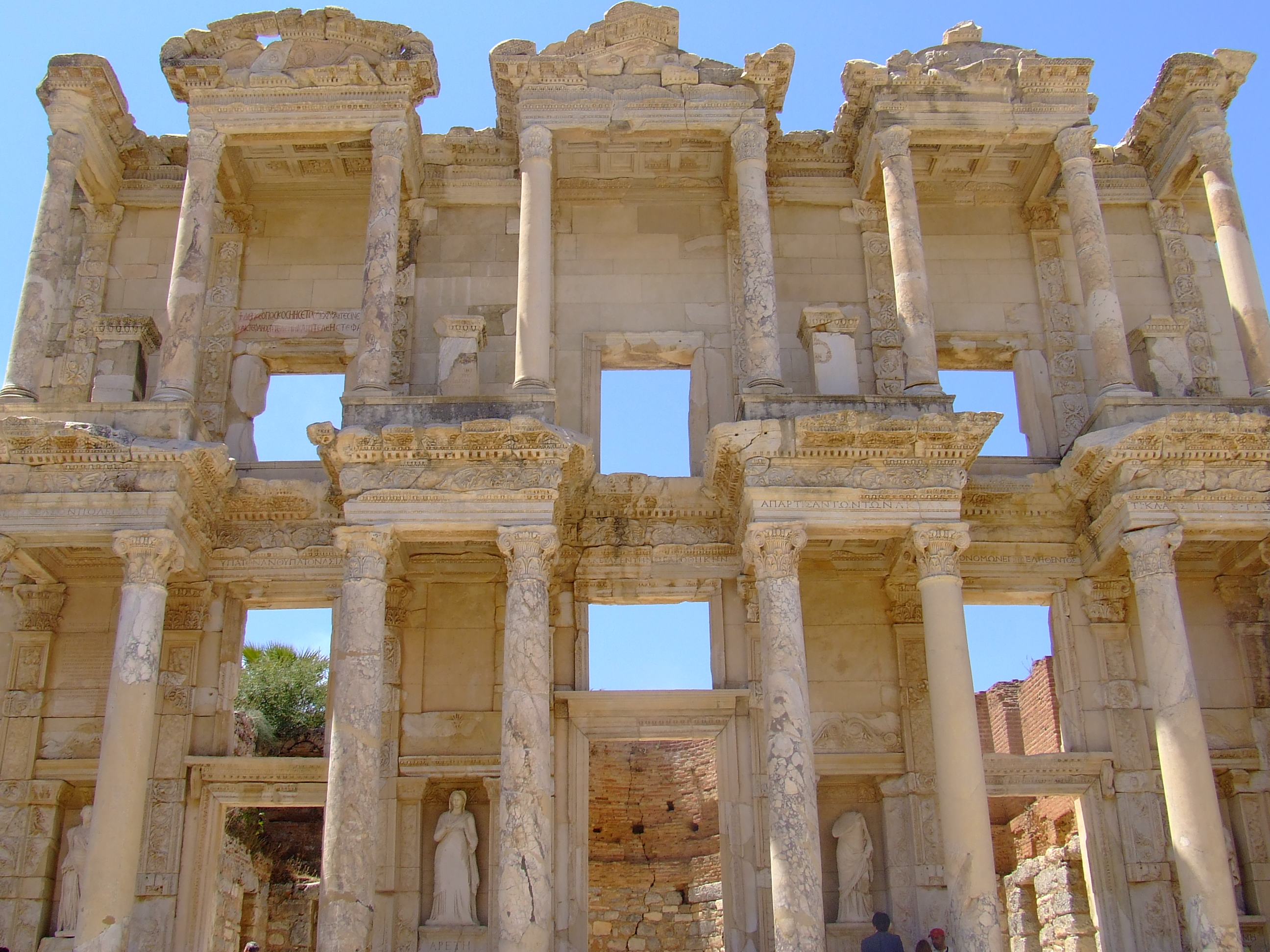
Le edicole nella facciata monumentale della Biblioteca di Celso ad Efeso (attuale Turchia, II secolo d.C.)

Il motivo decorativo dell'edicola viene sviluppato in particolare nell'architettura ellenistica e passa quindi nelle facciate monumentali dell'architettura romana di età imperiale (scene dei teatri, ninfei), soprattutto nelle province orientali. Nell'architettura romana nicchie inquadrate da strutture ad edicola decorano di frequente gli spazi interni delle celle templari o dei grandi monumenti pubblici, come portici e terme.

### Inquadramento decorativo nell'arte funeraria
Nell'architettura funeraria una tipologia di monumento sepolcrale è costituita dalla tomba a edicola, presente anche nelle necropoli etrusche (in particolare a Populonia e Cerveteri tra la fine del VI e l'inizio del V secolo a.C.), a forma di tempietto. In epoca romana la tomba a edicola è costituita da un basamento sopra il quale è presente una struttura a edicola che ospita la statua del defunto. L'edicola che sormonta il basamento può avere varie forme: colonne e frontone davanti ad un muro di fondo, oppure tempietto circolare con tetto conico; in altri casi una struttura a edicola fa da inquadramento una nicchia ricavata nella parete di facciata della camera funeraria sovrastante il basamento.
La forma architettonica si ripete come inquadramento decorativo nelle stele a edicola, nelle quali un inquadramento con colonne e frontone, scolpito nello stesso blocco, inquadra il ritratto o i ritratti dei defunti. In modo analogo strutture a edicola possono comparire nella decorazione scolpita dei sarcofagi, sia come elemento centrale, che ancora ospita il ritratto del defunto, sia come elemento di partizione dei sarcofagi architettonici o a nicchie, in cui delle colonnine sormontate da timpani inquadrano i personaggi della raffigurazione scolpita. Piccole edicole funerarie affrescate compaiono anche nelle catacombe cristiane.

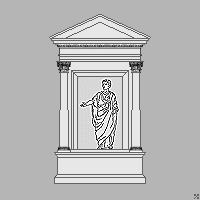
Schema di un'edicola romana
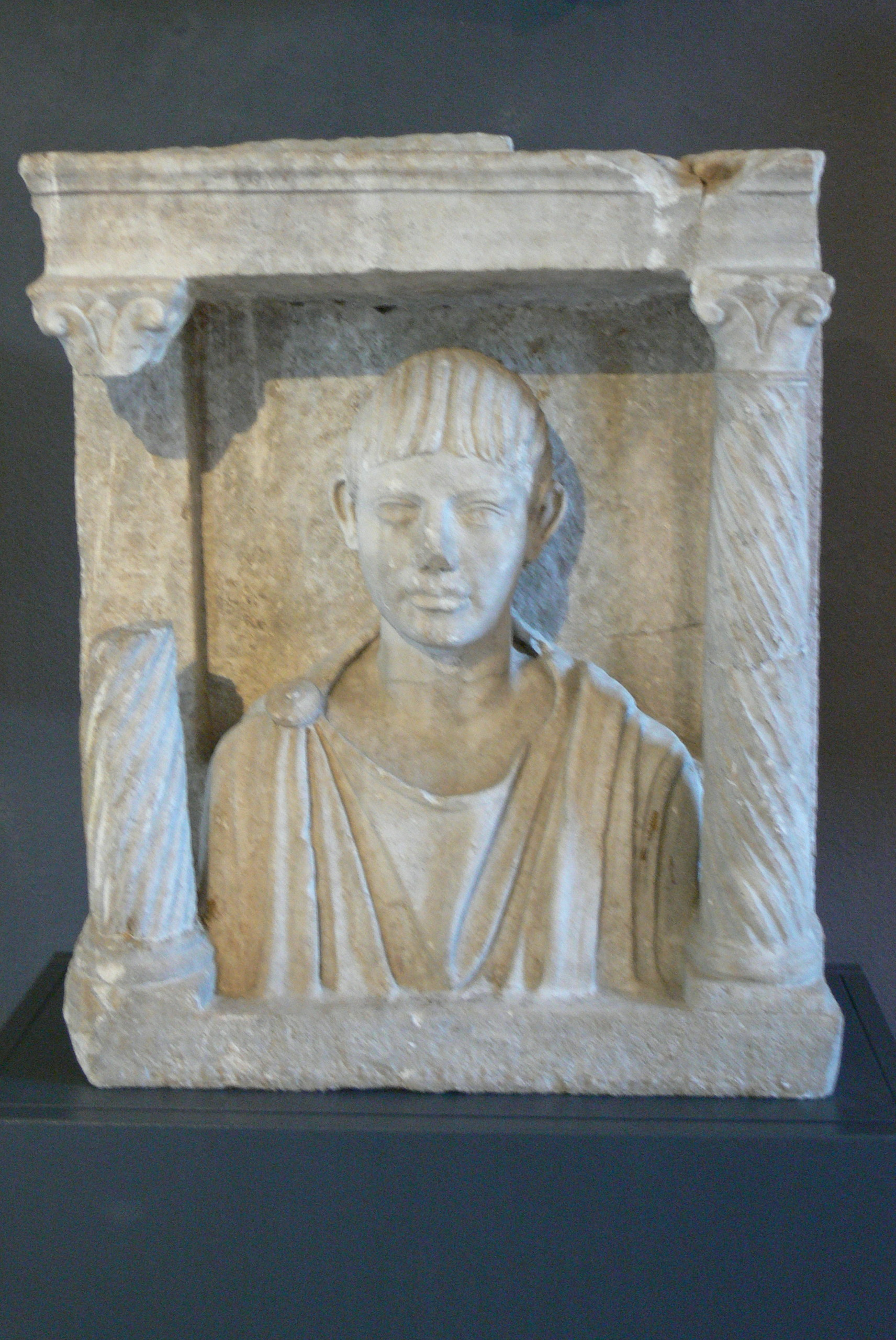
Busto funerario romano del II secolo raffigurante un giovane uomo in un'edicola. Museo archeologico nazionale di Aquileia.
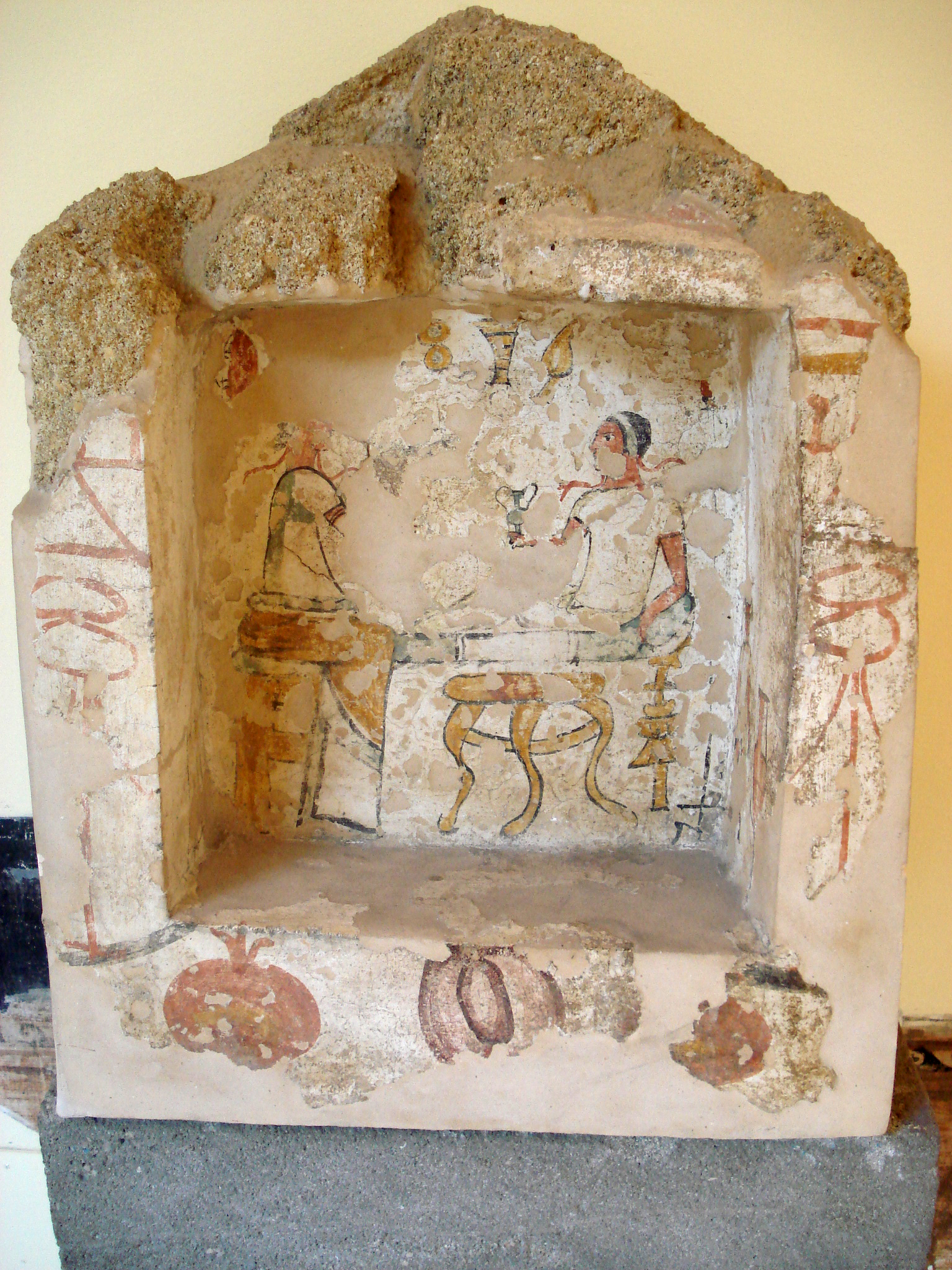
Edicola funebre greco-punica da Marsala

### Architettura medievale

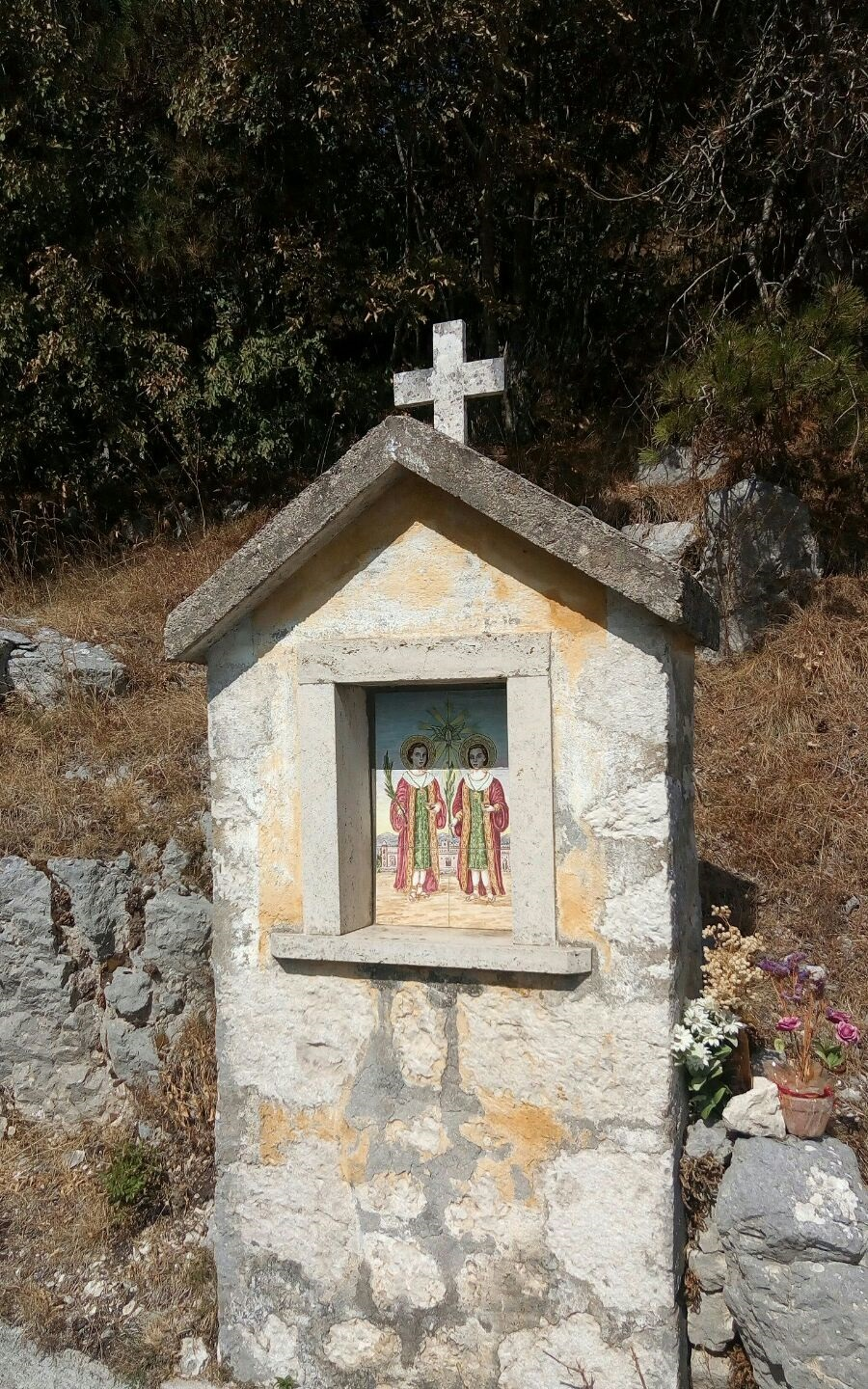
Edicola votiva sui Monti della Meta (Acquafondata)

La forma architettonica dell'edicola viene ripresa anche nelle chiese cristiane, dove tra gli arredi liturgici si sviluppa il ciborio, un'edicola con quattro colonnine che copre l'altare. A partire dal XII secolo compare il tabernacolo eucaristico, una piccola edicola sopra l'altare, chiusa da uno sportello dove viene conservata il pane eucaristico, dapprima solo per il viatico ai morenti, poi anche per l'adorazione da parte dei fedeli.
Il termine tabernacolo è utilizzato anche come sinonimo per le edicole sacre o edicole votive, comunemente chiamate nel nord est d'Italia anche "capitelli" (nel Veneto) o "santelle" (nella Lombardia orientale), che proteggono un'immagine oggetto di culto, sia all'interno delle chiese, sia lungo le strade, sulle facciate delle case, o nelle campagne.
Sulle facciate l'ingresso viene spesso preceduto da un protiro, un'edicola sporgente che inquadra la porta.
Strutture a edicola fanno ancora da inquadramento ai monumenti funerari disposti lungo le pareti e sono particolarmente diffusi come elemento decorativo e di inquadramento nella scultura e pittura gotiche. Piccole edicole o tabernacoli, a volte ridotti alla sola copertura sospesa, inquadrano le figure dei santi che si ripetono sulle facciate delle chiese o come decorazione degli altri elementi di arredo.
Inquadramenti architettonici dipinti ripartiscono spesso le scene nei cicli di affreschi e le tavole che compongono i polittici presentano cornici architettoniche strettamente legate al dipinto.

### Architettura rinascimentale e barocca

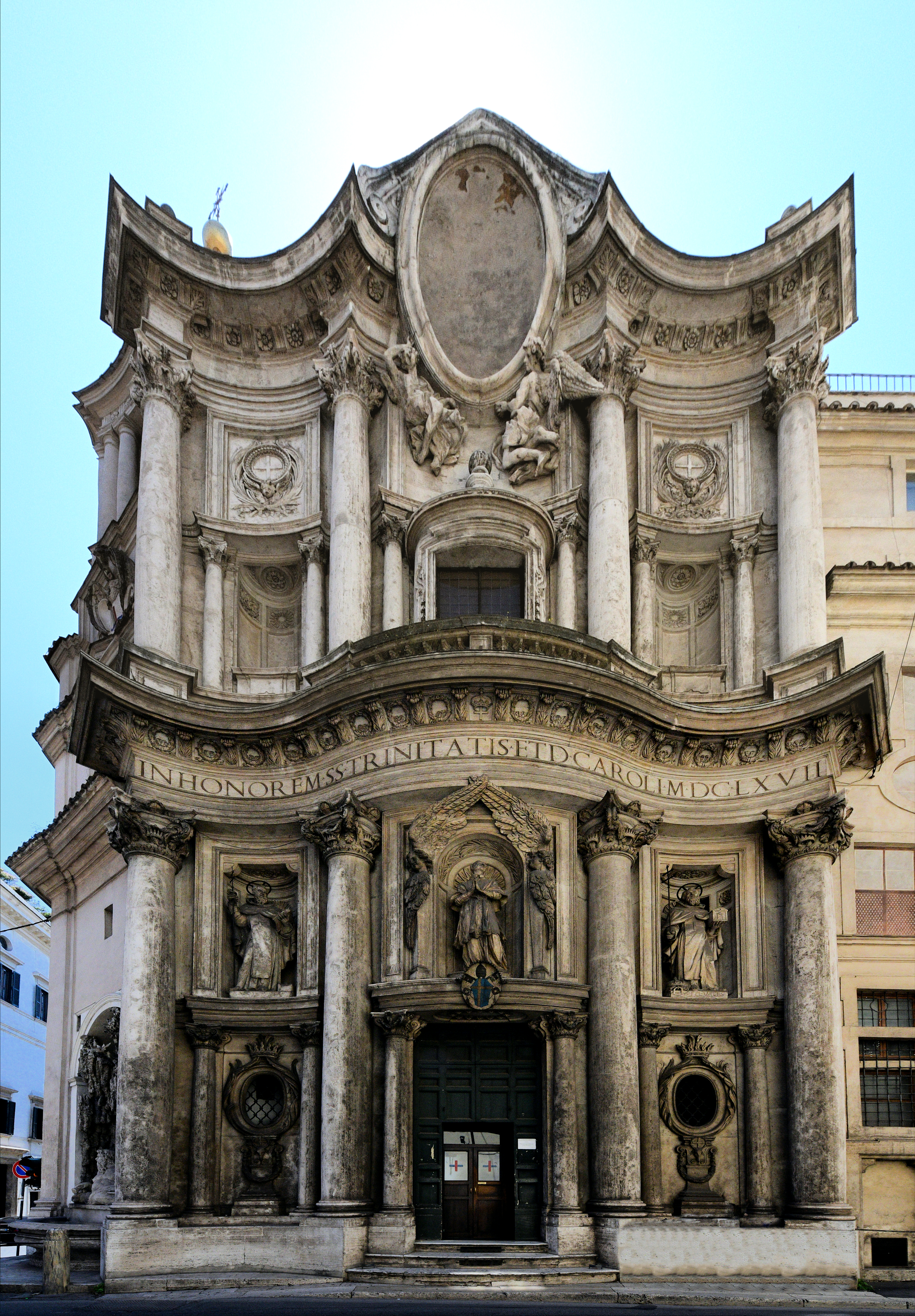
Edicole sulla facciata della chiesa barocca di San Carlino alle Quattro Fontane a Roma (di Francesco Borromini, XVII secolo)

Nell'architettura rinascimentale la ripresa dei motivi della grande architettura romana e in particolare della funzione decorativa e di partizione degli spazi costituita dagli ordini architettonici porta ad una riproposizione del motivo decorativo dell'edicola, che sempre più di frequente inquadra porte e finestre delle facciate e si evolve quindi nelle forme variate e articolate dell'architettura barocca. Forme ad edicola sempre più ricche e scenografiche vengono utilizzate come inquadramento per gli altari delle chiese e come decorazione delle pareti.
Le piccole edicole decorative sulla sommità delle cupole rinascimentali e barocche prendono il nome di "lanterna".

## Edicola funeraria
Anche nota come cappella cimiteriale o cappella di famiglia, l'edicola funeraria è un piccolo edificio di culto commissionato da una famiglia, composto da loculi, ossari e cinerari che ospitano i cari defunti. Se ne trovano numerosi esempi all'interno dei cimiteri, legate a famiglie che hanno raggiunto un notevole agio economico ed hanno voluto lasciare una traccia di se' ai posteri. A questa motivazione, per i più religiosi, si aggiunge anche il desidero di creare uno spazio in cui ai propri cari sia consentito raccogliersi in preghiera privatamente, ma al cospetto di Dio. Chi decide di investire somme ingenti di denaro in tali opere manifesta un attaccamento alla fede, ma anche la paura della solitudine e il desiderio di sentirsi ancora in famiglia con le persone più care in quella che viene considerata l’altra vita. Esistono molti esempi di edicole funerarie, realizzate in epoche differenti con stili e materiali di vario tipo.

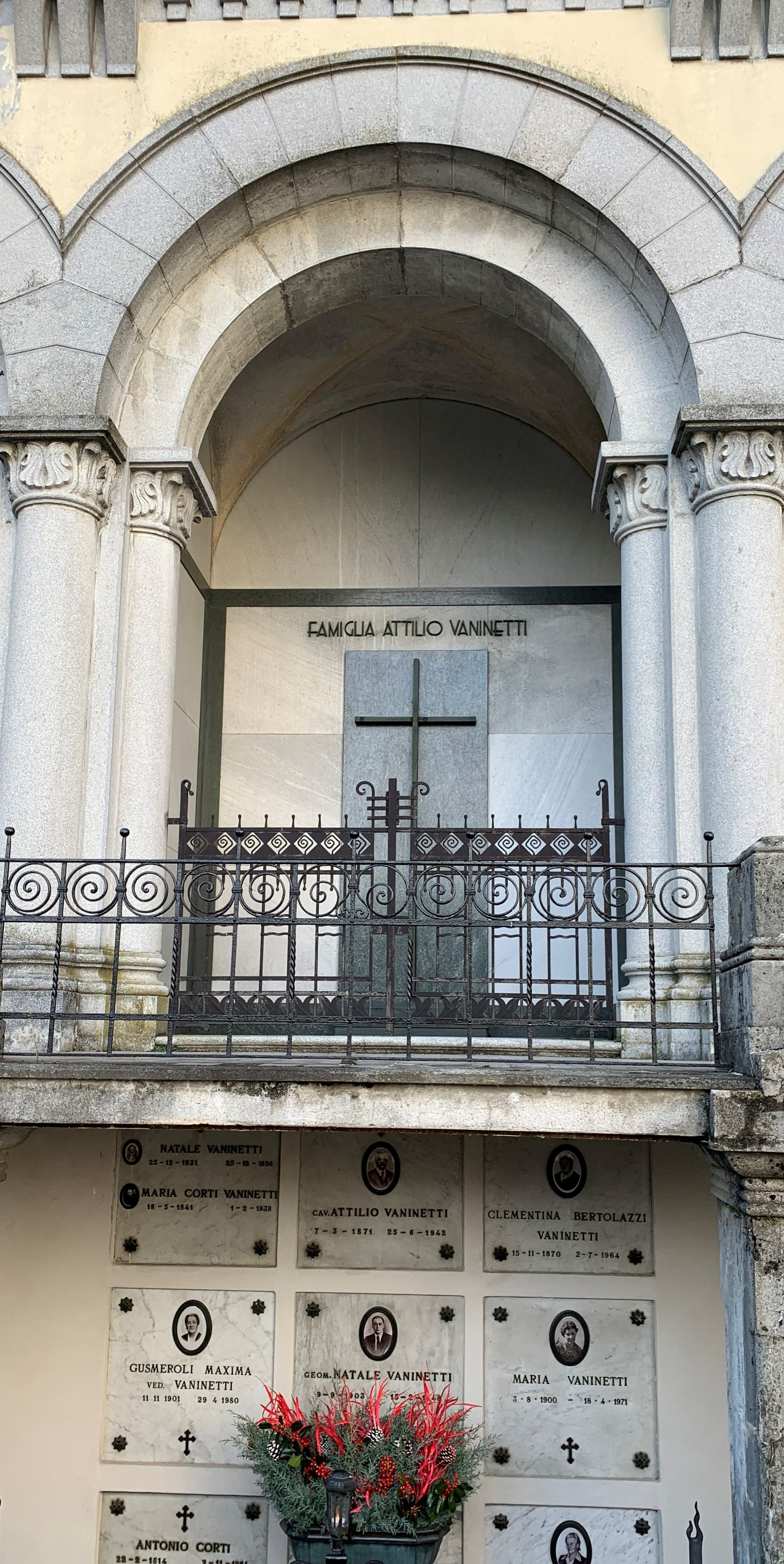
Edicola funeraria del periodo bellico commissionata da Attilio Vaninetti presso il cimitero di Delebio (Sondrio, Lombardia)
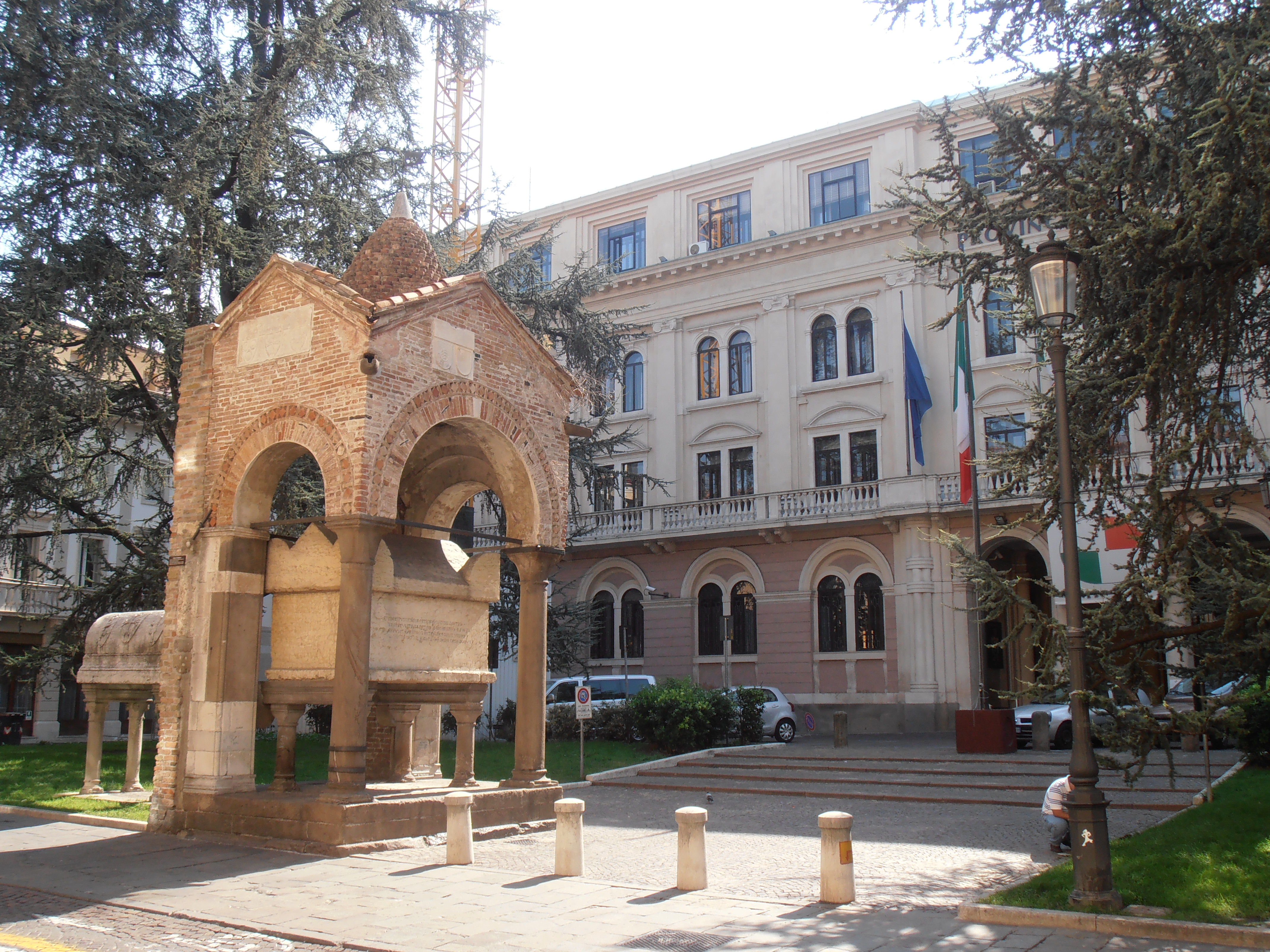
Edicola funeraria medievale del leggendario Antenore (Padova, Veneto)
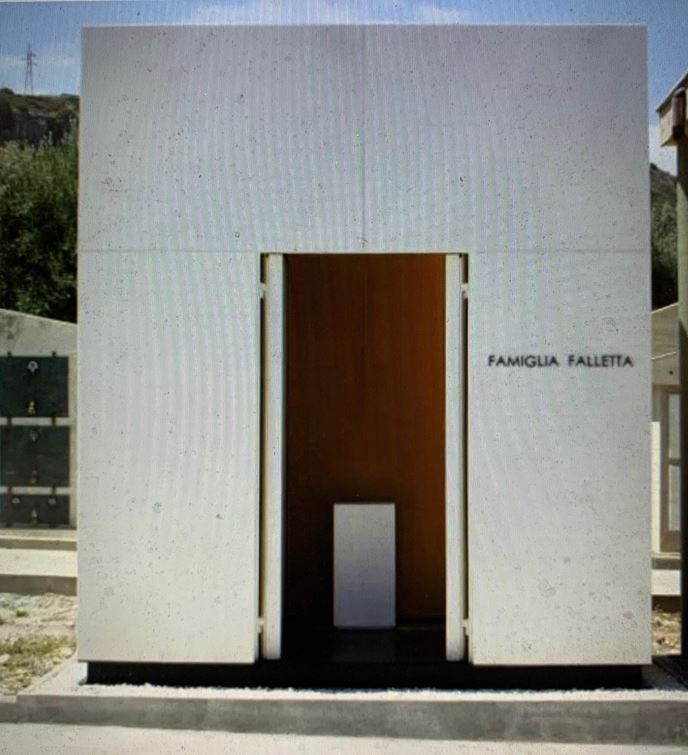
Edicola moderna in stile neoclassico della famiglia Falletta (Melilli, Sicilia)

## Edicole sacre o votive

### Capitello votivo
In Veneto e nella Lombardia ex-veneta, sono diffusi i capitelli votivi (dizione dialettale capitèl). Trattasi di piccole architetture costruite nei luoghi di confine, agli incroci delle vie di comunicazione, sui valichi oppure in luoghi dove la tradizione popolare individuava una motivazione religiosa alla costruzione. Fungono da ex voto per uno scampato pericolo, come una carestia o una pestilenza, o come strumento di aggregazione della comunità cristiana, che presso di esso si può unire in preghiera (specie per la recita del rosario). In Sicilia prende nome di artareddu o cona, in parte della Lombardia è comunemente chiamato santella, in Toscana tabernacolo o "marginetta", nel Veneto è denominato capitèƚo, in Piemonte pilone e in Emilia-Romagna maestà.
Fino alla metà del XX secolo e in alcune parrocchie ancora nel ventunesimo secolo, sono meta della celebrazione delle Rogazioni, processione effettuata per chiedere la protezione divina contro i danni dovuti al maltempo. Nelle campagne venete può capitare di incontrare un capitello dove sono presenti delle croci costruite dai contadini e benedette appunto in occasione di queste processioni.
È tradizione in particolari momenti dell'anno liturgico, raccogliersi in preghiera per il rosario, soprattutto nel mese di maggio, mese dedicato alla Madonna. Può anche succedere vi venga celebrata la Santa Messa.
Sono frequenti i restauri, in qualche caso anche la ricostruzione, o costruzione di capitelli, per fare memoria di un avvenimento, oppure per creare comunità, infatti come nei tempi passati sono ancora gli abitanti del luogo, che si fanno promotori.
Ma i capitelli votivi non sono presenti solo in Italia; i tanti triveneti emigrati soprattutto in Brasile, fondarono città dove vennero erette case, chiese e campanili e capitelli votivi, in una sorta di riproposizione della propria terra d'origine.

### Santella
In Lombardia, soprattutto nelle province di Bergamo, di Brescia e nell'Alto Mantovano ma anche in alcune zone delle province di Como, Lecco e Sondrio, sono diffuse le cosiddette santelle, immagini di devozione religiosa popolare disposte in un ambiente esterno.
Tipicamente, le santelle contengono rappresentazioni di santi commissionati al pittore dal dedicatario. Molto diffusa è la rappresentazione della Madonna.
Le santelle erano erette sia in centri abitati che all'esterno di questi, lungo le vie di comunicazione, sovente dove le strade si biforcavano in più direzioni.
In alcuni casi le santelle posizionate nella campagna erano luoghi d'arrivo di particolari cerimonie religiose chiamate rogazioni, che si celebravano in determinati giorni dell'anno.
La denominazione deriva dall'italianizzazione del termine dialettale santéla, che potrebbe significare "luogo legato ai santi".

### Tabernacolo
Benché venga spesso usato come sinonimo di "edicola", il tabernacolo in senso stretto si distinguerebbe dagli altri tipi di edicola in quanto costruito all'interno di una chiesa, in particolare come luogo in cui sono riposte le ostie eucaristiche (talvolta chiamato anche, erroneamente, ciborio). Ha anche una valenza particolarmente profonda per chi professa il culto cattolico ed ebraico, in quanto è il luogo della casa di Dio presso gli uomini.
In molte pubblicazioni e nel linguaggio comune si indica tuttavia spesso come "tabernacolo" un'edicola votiva posta all'esterno.